# Électricité au Burkina Faso
L'électricité au Burkina Faso constitue un secteur stratégique pour le développement économique du pays. Le système électrique burkinabé repose principalement sur la Société nationale d'électricité du Burkina Faso (SONABEL), entreprise publique qui assure la production, le transport et la distribution d'électricité sur l'ensemble du territoire national.

## Histoire

### Débuts de l'électrification
L'histoire de l'électricité au Burkina Faso remonte à 1954, lorsque AOF Énergie démarre son activité de production-distribution d'énergie électrique à Ouagadougou et à Bobo-Dioulasso. En 1960, AOF Énergie devient la SAFELEC, puis en septembre 1968, l'entreprise devient la Société voltaïque d'électricité.

### Évolution institutionnelle
La SONABEL dans sa forme actuelle est créée pour répondre aux besoins croissants d'électrification du pays, particulièrement après l'indépendance du Burkina Faso en 1960.

## Production d'électricité

### Capacité de production
Selon les données de 2023, le Burkina Faso dispose d'une capacité de production électrique de 714,4 MW pour une demande nationale estimée à 510 MW. Cette situation permet théoriquement au pays de satisfaire sa demande intérieure.

### Mix énergétique
En 2024, le Burkina Faso produit 51% de l'énergie totale qu'il utilise. Le mix énergétique comprend :

#### Production thermique
La production thermique constitue la principale source d'électricité au Burkina Faso, utilisant principalement des combustibles fossiles importés.

#### Hydroélectricité
Le pays dispose de plusieurs installations hydroélectriques, notamment les barrages de Bagré et de Kompienga, qui contribuent significativement à la production nationale.

#### Énergie solaire
Le développement de l'énergie solaire s'accélère avec plusieurs projets en cours, notamment une centrale solaire de 30 MW prévue par la SONABEL.

### Importations d'électricité
Le Burkina Faso dépend fortement des importations d'électricité de ses pays voisins. En 2023, 58,2% de l'offre nationale était importée, principalement depuis la Côte d'Ivoire et le Ghana via les interconnexions régionales.

## Consommation et demande

### Évolution de la consommation
La consommation d'électricité au Burkina Faso connaît une croissance soutenue de plus de 13% par an selon les données historiques. Cette croissance reflète le développement économique du pays et l'extension du réseau électrique.

### Consommation par habitant
La consommation d'électricité par habitant reste relativement faible comparée aux standards internationaux, reflétant le niveau de développement économique du pays et le taux d'électrification encore limité.

## Accès à l'électricité

### Taux d'électrification
Le taux d'électrification au Burkina Faso demeure un défi majeur pour le développement du pays. L'accès à l'électricité reste particulièrement limité dans les zones rurales.

### Programme d'électrification rurale
Le gouvernement burkinabé a lancé un ambitieux plan d'électrification rurale doté de 625 milliards de francs CFA pour la période 2024-2028. Ce plan vise l'électrification de 1000 localités rurales par an, soit 5000 localités sur cinq ans.
En avril 2024, le Programme Régional de Développement des Energies Renouvelables et de l'Efficacité Energétique (PRODERE II) a été lancé, avec l'appui de l'UEMOA.

## Acteurs du secteur

### SONABEL
La Société nationale d'électricité du Burkina Faso (SONABEL) est l'opérateur historique et principal du secteur électrique burkinabé. Elle assure les missions de :
- Production d'électricité
- Transport d'énergie électrique
- Distribution aux consommateurs finaux
- Maintenance des infrastructures électriques

### Autorité de régulation
L'Autorité de régulation du secteur de l'énergie (ARSE) supervise et régule le secteur électrique burkinabé. En 2024, elle a publié son rapport annuel d'activités remis au Premier ministre.

### Agence Burkinabè de l'Electrification Rurale (ABER)
L'ABER est l'agence gouvernementale chargée de la mise en œuvre de la politique d'électrification rurale du pays.

### Producteurs indépendants
Le gouvernement encourage le développement de producteurs indépendants d'énergie électrique (PIE) notamment dans le secteur des énergies renouvelables, en particulier le solaire photovoltaïque.

## Infrastructure électrique

### Réseau de transport
Le Burkina Faso dispose d'un réseau interconnecté national qui relie les principales villes du pays. Ce réseau est connecté aux réseaux des pays voisins via des lignes d'interconnexion régionales.

### Réseau de distribution
Le réseau de distribution de la SONABEL dessert principalement les centres urbains et périurbains. L'extension vers les zones rurales constitue un défi majeur nécessitant des investissements importants.

### Interconnexions régionales
Le pays est membre du Système d'échanges d'énergie électrique ouest-africain (EEEOA) et bénéficie des interconnexions avec :
- La Côte d'Ivoire
- Le Ghana
- Le Mali
- Le Niger

Ces interconnexions s'inscrivent dans le cadre du West African Power Pool (WAPP), qui a mobilisé environ 5 milliards de dollars pour réaliser neuf interconnexions transfrontalières.

## Défis et perspectives

### Défis actuels
Le secteur électrique burkinabé fait face à plusieurs défis :
- Forte dépendance aux importations d'électricité
- Faible taux d'électrification, particulièrement en milieu rural
- Coût élevé de l'électricité
- Vieillissement de certaines infrastructures
- Défis sécuritaires affectant l'extension du réseau

### Perspectives de développement
Les perspectives d'amélioration incluent :
- Développement des énergies renouvelables, notamment le solaire
- Extension du réseau vers les zones rurales
- Amélioration de l'efficacité énergétique
- Diversification du mix énergétique
- Renforcement des capacités de production nationale

## Impact économique

### Contribution à la croissance
Selon la Banque mondiale, l'amélioration de la situation énergétique contribue à la croissance économique du Burkina Faso. L'économie du pays a enregistré une croissance de 4,9% en 2024 contre 3% en 2023. La Banque mondiale souligne que le Burkina Faso a fait des progrès significatifs sur le plan économique grâce aux politiques publiques dans les secteurs stratégiques, avec une croissance passant de 3% en 2023 à 5% en 2024.

### Importance pour l'industrialisation
L'accès à une électricité abordable, fiable et durable est une condition préalable essentielle pour une croissance inclusive et équitable. Pour atteindre les objectifs d'industrialisation, des défis majeurs liés aux faibles taux d'accès, aux coûts élevés et aux investissements insuffisants doivent être surmontés.

### Secteurs consommateurs
Les principaux secteurs consommateurs d'électricité incluent :
- L'industrie minière
- Le secteur manufacturier
- Les services
- Les ménages urbains

## Politique énergétique

### Objectifs nationaux
Le Burkina Faso s'est fixé des objectifs ambitieux en matière d'accès à l'électricité et de développement des énergies renouvelables dans le cadre de sa politique énergétique nationale.

### Initiative Mission 300
En octobre 2024, le Burkina Faso a présenté son pacte national de l'énergie dans le cadre de l'initiative Mission 300 (M300) de la Banque mondiale et de la BAD. Cette initiative vise à fournir un accès à l'électricité à 300 millions d'Africains d'ici 2030.

### Financement international
La Banque mondiale a débloqué 168 millions de dollars pour l'électrification de 120 000 ménages au Burkina Faso.

### Intégration régionale
Le Burkina Faso participe activement aux initiatives régionales dans le cadre de l'UEMOA. Le pays est situé au cœur de la CEDEAO et de l'UEMOA, représentant un marché potentiel de près de 300 millions d'individus.